# El sistema Pelegrín
"El sistema Pelegrín, novela de un profesor de cultura física" es una obra cómica del escritor gallego Wenceslao Fernández Flórez publicada en el año 1949. Está ambientada en  una pequeña ciudad de la España de la posguerra, y en ella se cuentan las desventuras de Héctor Pelegrín, un vendedor de seguros que queda cesante y encuentra trabajo como profesor de gimnasia en el "Gran Colegio Ferrán". Pelegrín es un sujeto de corta estatura, largo bigote, y acuciado por la necesidad, que se propone enseñar a sus alumnos  la "gimnasia moral y social", recurriendo para ello a disparatados ejercicios, como el "tenis cristiano", en el que los competidores deben facilitarse mutuamente la devolución de la pelota.
Su gran proyecto es la creación de un equipo de fútbol que prestigie al Ferrán frente a su competidor, la Academia Enciclopédica, para lo que convence al director del colegio de la necesidad de emprender una carrera de fichajes que termina con un equipo en el que la mayoría de sus jugadores no son ya alumnos del Ferrán, como igualmente hará el gran rival del colegio, "La Enciclopédica". Sus disparatados métodos conseguirán enfrentar a los padres, a los colegios, y aún a la población entera, polarizada entre los partidarios de uno y de otro. El partido que enfrenta a ambos equipos, en el que el propio Pelegrín actúa de árbitro, desemboca en el desastre.
La novela, de 248 páginas, fue publicada por primera vez en 1949 por la Librería General de Zaragoza, y fue reimpresa por la misma editorial en 1955. Se encuentra, además, en todas las ediciones de las obras completas de Fernández Flórez hechas por editorial Aguilar.
En 1952 se estrenó la película homónima, dirigida por Ignacio Iquino y protagonizada por Fernando Fernán Gómez, inspirada por el relato de Fernández Flórez.
- Datos: Q21484013